# マジェランアイナメ
マジェランアイナメ（異音：マゼランアイナメ、学名：Dissostichus eleginoides、別名：オオクチ）は、スズキ目- ノトテニア科（en）のDissostichus 属に分類される硬骨魚の一種。南極周辺の深海に生息する肉食性の大型深海魚。重要な食用魚ともなっている。

## 呼称
標準和名の第一要素「マジェラン」は南極海域に属する「マゼラン海峡」に由来しつつ、その英語読みに準じたものである。よって、日本での慣習読みである「マゼラン（-アイナメ）」の名で呼ばれることも多い。第二要素「アイナメ」は、カサゴ目の魚「アイナメ」のことである。ただし、姿は似ていても分類は全く異なる。また本種は、同様の利用のされ方をするムツ、ギンダラ、メルルーサなどとも混同されることがある。日本国内では、流通名（市場名）としてメロが用いられている（後述）。
主要な漁獲国であるアルゼンチンなどリオプラテンセ・スペイン語圏では、「メルルーサ・ネグラ（"Merluza negra": 黒メルルーサの意）」や、「バカラオ・デ・プロフンディダ（"Bacalao de profundidad": 深海タラの意）」等と呼ばれる。
アメリカやカナダでの流通名（市場名）は、チリアンシーバス(Chilean sea bass)が用いられている（後述）。

## 生物的特徴

### 形態・生態・分布
成魚は全長1メートルを超える大型魚であり、最大の記録は全長約238センチメートル、体重約130キログラムという（水産庁水産総合研究センター発行『平成20年度国際漁業資源の現況』）。寿命は十数年から50年程度と考えられている。南極周辺の水深50- 3,850メートルの深海に生息し、小魚や頭足類などを捕食する。

## 利用
1980年代からギンダラの代用魚として日本に輸入されている。1998年時点では日本が約2万トンを輸入していたが、その後は他国に買い負けするようになり2017年には約1,000トンと大幅に減少、2019年時点では中国、香港、アメリカ合衆国が主な輸入国となっている。
漁獲国はチリ、アルゼンチン、オーストラリア、フランス、イギリスなどである。
脂肪が多い白身魚で、非常に美味。日本では照り焼き、焼き魚、煮付けなどにして食される。また、ソースやハーブを用いた洋風料理にも利用されている。

### 流通名等の問題
日本では「メロ」という流通名（市場名）で、食用白身魚として広く利用されている。2003年以前には「銀ムツ」という名前で流通することが多かった。しかし、ムツやアカムツなどとは分類が異なる魚で、「消費者に混乱をもたらしている」との判断から、2003年にJAS法が改訂され、「銀ムツ」という名前での販売が禁止された（ただし「銀ムツ（メロ）」などの表記は可）。しかし、マジェランアイナメを「ムツ」と称して出す料理店などは多いといわれる。また、1990年頃には、みりん漬などに加工した切り身を「クエ」と詐称し、市場や量販店へ卸していた水産加工業者もあった。
「メロ」という名称で流通している魚の多くはマジェランアイナメであるが、一部マジェランアイナメの近縁種であるライギョダマシ（en、学名：Dissostichus mawsoni、英語名：Antarctic Toothfish）も含まれている。
「メロ」という言葉はスペイン語で、ハタ類の総称を指す。
昔、チリ沿岸の漁業において、当該種はハタ類の一種としてみなされていたようで、チリの北部では当該種のことをメロと呼んでいた（ちなみに、南部ではSeabassと呼ぶ）。
20-25年ほど前に当該種が日本に流通した際に、日本ではその呼称をメロとしたようだ。
一方、アメリカではSeabassという呼称が採用されたようで、現在でもChilean Seabassと呼ばれている。